# Chilophaga coloradensis
Chilophaga coloradensis är en tvåvingeart som först beskrevs av Ephraim Porter Felt 1918.  Chilophaga coloradensis ingår i släktet Chilophaga och familjen gallmyggor. Inga underarter finns listade i Catalogue of Life.